# Кам'яногірка (Хмільницький район)
Кам'яногі́рка — село в Україні, у Іванівській сільській громаді Хмільницького району Вінницької області. Населення становить 409 осіб.
У селі здавна був гончарний промисел. Гущинці, Кам'яногірка, Янів, Павлівка, Майдан-Бобрик (нині Літинського району) складали так званий Янівський район гончарного промислу, який в колишній Подільській губернії посідав друге місце за кількістю осіб, зайнятих цією справою і за збутом виробів. На початку XX ст. в цих селах нараховувалось 255 гончарів. Нині майстри гончарної справи збереглись у трьох селах: Павлівці, Кам'яногірці та Гущинцях.

## Історія
У лісі біля села 7 квітня 1921 року отаман українських повстанців Орел-Гальчевський організував перші три підрозділи-сотні під командуванням Ониська Рубаки-Грабарчука, Мирона Лиха і Василя Сендзюка.
Наприкінці того ж місяця у лісі в напрямку до Брусленова за день відбулося одразу два бої: у першому більшовики-тамбовці без жодних втрат з обох боків розбили сотню повстанців отамана Пугача з Бердичівщини. А в другому бою 13 повстанців на чолі з Орлом розбили кінну групу з 20 більшовиків і відвоювали вози з продовольством київців.
«Нема часу на команду, козаки самі виберуть собі жертви. Прицілююсь в якогось мордатого типа — стріл: бах, бах, бах! Ціла канонада стрілів… Даю команду: гранати! За секунду вони вже рвались на возах і під возами. Тільки серце на мить защеміло: жаль селян, що були погоничами в цієї голоти, та що ж, трудна рада, у таких обставинах нема сентименту», — описував бій отаман Орел. Поблизу Кам'яногірки відбулося і знайомство груп Пугача і Орла.
Наостанок надвечір 3 травня селяни зібрали провізію для спільної групи повстанців перед їхнім від'їздом на Бердичівщину.